# Tchan S’-tchung
Tchan S’-tchung (čínsky pchin-jinem Tán Sìtóng, znaky zjednodušené 谭嗣同, tradiční 譚嗣同; 10. března 1865 – 28. září 1898) byl významný čínský revolucionář, politik a filozof v pozdním období čchingské Číny.

## Život
Tchan S’-tchung se narodil v Pekingu v rodině vysokého úředníka – jeho otec byl guvernérem Chu-nanu. Po smrti své matky a sourozenců odešel s otcem do Liou-jangu v provincii Chu-nan. I přes to, že byl velmi inteligentní, tak nikdy nedosáhl vyšší úrovně úřednických zkoušek než okresní. Oženil se v 19 letech a měl syna, který nedlouho po narození zemřel. Po smrti svého syna sloužil jako vojenský důstojník; po zřízení provincie Sin-ťiang pracoval pro tamního guvernéra, Liou Ťin-tchanga.
Od roku 1897 stál v čele reformního hnutí v Chu-nanu spolu s Liang Čchi-čchaem a dalšími. Pomohl jim založit Akademii aktuálních záležitostí. Liang Čchi-čchao ho seznámil s reformátorem Kchang Jou-wejem, který na něj měl významný vliv. Byl jedním ze čtyř liberálů, kteří byli císařem Kuang-sü jmenováni do Velké rady a hrál klíčovou roli během sta dní reforem. Věřil, že je možné sloučit tradiční čínské myšlení a západní vědu. Své filozofické názory vyjádřil v knize Žen-süe (仁學, „Studie o lidskosti“), ve které vychází převážně z buddhismu a konfucianismu, ale nebránil se ani studiu křesťanství.

## Sto dní reforem
Snažil se prosazovat „sto dní reforem“. Když se dozvěděl o chystaném zákroku ze strany konzervativních představitelů v čele s císařovnou vdovou Cch’-si, požádal o pomoc generála Jüan Š’-kchaje; a ten přislíbil vojenskou podporu reformistům, která by „sto dní reforem“ vojensky podržela. Jüan Š’-kchaj ho však zradil, připojil se ke konzervativnímu křídlu a „sto dní reforem“ bylo v rámci palácového převratu potlačeno. Tchan byl jedním z tzv. šesti mužů „sta dní reforem“, kteří byli exemplárně popraveni.